# Fiesta del Monte
La Fiesta del Monte de Santa Tecla, conocida coloquialmente como Fiesta del Monte (Festa do Monte o Festa do Monte de Santa Tegra en gallego), es una fiesta popular que se celebra cada mes de agosto en la localidad española de La Guardia, en la provincia de Pontevedra. Está declarada como fiesta de interés turístico.

## Historia
En 1912 se creó en La Guardia la Sociedad Pro-Monte de Santa Tecla, con el fin de revitalizar las celebraciones religiosas de la ermita del Monte de Santa Tecla, repoblar su bosque, embellecer su entorno y construir una nueva carretera para llegar a ella.
En 1913 la sociedad Pro-Monte organizó la primera Fiesta del Monte, reuniendo a las familias marineras de La Guardia. Estas, subieron al monte en romería, con bombos, cajas y gaitas. A comer el segundo domingo de agosto, y así fue durante los dos primeros años, que lograron construir la carretera, gracias a la que se descubrieron los castros celtas y demás restos de esta civilización que colonizó La Guardia durante años. La tradición siguió con la carretera en pie, pero pronto se fueron sumando vecinos de la comarca del Baixo Miño, pasando a convertirse en una celebración periódica, una fiesta popular y no católica, que cada año reúne a miles de personas. Y que sólo se interrumpe entre los años 1936 y 1938, debido a la Guerra Civil, y en el año 2020 y 2021 por el COVID-19.
En 1914, durante la construcción de la carretera de acceso a la ermita, se descubrieron los restos del Castro de Santa Tecla. 